# Oiophysella degenerata
Oiophysella degenerata är en insektsart som beskrevs av Evans 1981. Oiophysella degenerata ingår i släktet Oiophysella och familjen Peloridiidae. Inga underarter finns listade i Catalogue of Life.